# 668
| [ Edytuj tabelę ]          |                                               |
| Cesarz Bizancjum           | - 641 Konstans II 668 - 668 Konstantyn IV 685 |
| Cesarz Chin                | - 649 Tang Gaozong 683                        |
| Król Essexu                | - 664 Sighere 683 - 664 Sebbi 694             |
| Król Franków w Neustrii    | - 658 Chlotar III 673                         |
| Cesarz Japonii             | - 661 Tenji 671                               |
| Kalif                      | - 661 Mu’awija I 680                          |
| Król Kentu                 | - 664 Egbert I 673                            |
| Patriarcha Konstantynopola | - 667 Tomasz II 669                           |
| Władca Korei               | - 642 Pojang 668                              |
| Król Longobardów           | - 662 Grimoald 671                            |
| Król Mercji                | - 658 Wulfhere 675                            |
| Papież                     | - 657 Witalian 672                            |
| Król Wizygotów             | - 649 Recceswint 672                          |

Rok 668 / DCLXVIII
stulecia: VI wiek ~
VII wiek ~
VIII wiek

lata: 658 «
663 «
664 «
665 «
666 «
667 «
668
» 669
» 670
» 671
» 672
» 673
» 678

## Wydarzenia
Azja
- Upadek królestwa Goguryeo od jednoczesnego najazdu Tang i Silla.

Europa
- 15 września – Konstans II, cesarz bizantyński, został zamordowany w Syrakuzach.
- Ormianin Mezizios ogłosił się cesarzem bizantyńskim w opozycji do Konstantyna IV.
- Teodor z Tarsu został biskupem Canterbury.

## Urodzili się
- Gyōki, japoński mnich buddyjski (zm. 749).

## Zmarli
- 15 września – Konstans II, cesarz bizantyński (ur. 630).
- Cathassach I mac Lurggéne, król irlandzkiego plemienia Cruithni.
- Leoncjusz z Neapolis, biskup i teolog (ur. 590).
- Yunhua Zhiyan, chiński mnich buddyjski (ur. 602).